# Anaïs Bourgoin
Anaïs Bourgoin (Vendôme, 3 ottobre 1996) è una mezzofondista francese che ha vinto la medaglia di bronzo ai campionati europei negli 800 metri piani.

## Progressione

### 800 metri piani
| Stagione | Misura     | Luogo                | Data      | Rank. Mond. |
| -------- | ---------- | -------------------- | --------- | ----------- |
| 2024     | 1'58"47    | Parigi               | 2-8-2024  |             |
| 2023     | 2'00"86    | Sotteville-lès-Rouen | 7-7-2023  |             |
| 2022     | 2'03"29    | Cergy-Pontoise       | 8-6-2022  |             |
| 2021     |            |                      |           |             |
| 2020     | 2'08"99(i) | Liévin               | 29-2-2020 |             |
| 2019     | 2'05"82    | St-Maur              | 10-7-2019 |             |
| 2018     | 2'12"72    | Cergy-Pontoise       | 20-5-2018 |             |
| 2017     | 2'10"93    | Digione              | 21-5-2017 |             |
| 2016     | 2'11"91    | Bordeaux             | 8-5-2016  |             |
| 2015     | 2'10"08    | Montbéliard          | 5-6-2015  |             |
| 2014     | 2'10"77    | La Roche-sur-Yon     | 23-7-2014 |             |
| 2013     | 2'13"52    | Digione              | 21-7-2013 |             |
| 2012     | 2'16"45    | Perigueux            | 9-6-2012  |             |

### 1500 metri piani
| Stagione | Misura     | Luogo          | Data      | Rank. Mond. |
| -------- | ---------- | -------------- | --------- | ----------- |
| 2023     | 4'14"67    | Tomblaine      | 18-6-2023 |             |
| 2022     | 4'12"77    | Marsiglia      | 15-6-2022 |             |
| 2019     | 4'20"95    | Bron           | 15-6-2019 |             |
| 2018     | 4'24"21    | Cergy-Pontoise | 26-5-2018 |             |
| 2017     | 4'25"45    | Halluin        | 28-6-2017 |             |
| 2016     | 4'30"71    | Bordeaux       | 2-7-2016  |             |
| 2015     | 4'36"58(i) | Eaubonne       | 18-1-2015 |             |
| 2014     | 4'45"77    | Bruges         | 1-5-2014  |             |
| 2013     | 4'48"44    | Lormont        | 5-6-2013  |             |
| 2012     | 4'53"05    | Lormont        | 30-5-2012 |             |

## Palmarès
| Anno                            | Manifestazione | Sede          | Evento          | Risultato  | Prestazione | Note        |
| ------------------------------- | -------------- | ------------- | --------------- | ---------- | ----------- | ----------- |
| In rappresentanza della Francia |                |               |                 |            |             |             |
| 2022                            | Europei cross  | Venaria Reale | Staffetta mista | Bronzo     | 17'31"      |             |
| 2024                            | Europei        | Roma          | 800 m piani     | Bronzo     | 1'59"30     | [ 1 ]       |
| 2024                            | Olimpiade      | Parigi        | 800 m piani     | Semifinale | 1'59"62     | [ 2 ] [ 3 ] |

## Campionati nazionali
- 1 volta campionessa nazionale francese indoor degli 800 m piani (2024)

2015
- 12ª ai campionati francesi indoor (Aubière), 1500 m piani - 4'48"82

2017
- 11ª ai campionati francesi (Marsiglia), 1500 m piani - 4'31"43

2018
- 7ª ai campionati francesi (Albi), 1500 m piani - 4'26"65

2019
- 5ª ai campionati francesi (Saint-Étienne), 1500 m piani - 4'29"41

2020
- Bronzo ai campionati francesi indoor (Liévin), 800 m piani - 2'09"41

2021
- 8ª ai campionati francesi (Montauban), corsa campestre - 17'27"

2022
- Argento ai campionati francesi indoor (Miramas), 1500 m piani - 4'20"24
- 8ª ai campionati francesi (Les Mureaux), corsa campestre - 16'23"
- Argento ai campionati francesi (Caen), 1500 m piani - 4'20"60

2023
- Bronzo ai campionati francesi indoor (Aubière), 1500 m piani - 4'17"32
- Bronzo ai campionati francesi (Albi), 800 m piani - 2'02"56

2024
- Oro ai campionati francesi indoor (Miramas), 800 m piani - 2'02"25
- Argento ai campionati francesi (Angers), 800 m piani - 2'00"20

## Altre competizioni internazionali
2025
- Oro ai Campionati europei a squadre di atletica leggera ( Madrid), 800 m piani - 1'58"60